# Tscherkassowo (Kaliningrad)
Tscherkassowo (Черкасово, deutsch Ober Blankenau) war ein Ort in der russischen Oblast Kaliningrad, und bis 1945 im Kreis Preußisch Eylau in Ostpreußen. Die Ortsstelle gehört heute zum Rajon Prawdinsk (Stadtkreis Friedland (Ostpreußen)).

## Geographische Lage
Die Ortsstelle von Ober Blankenau resp. Tscherkossowo liegt im südlichen Westen der Oblast Kaliningrad, 19 Kilometer nordöstlich der früheren Kreisstadt Preußisch Eylau (russisch Bagrationowsk) bzw. 13 Kilometer nordwestlich der heutigen Rajonshauptstadt Prawdinsk (deutsch Friedland (Ostpreußen)).

## Geschichte
Für das Gut Blankenau (russisch Jerschowo) wurde 1830 ein neues Vorwerk errichtet. Oberhalb des Guts Blankenau gelegen erhielt es den Namen „Oberblankenau“ (nach 1875 bis 1950 Ober Blankenau geschrieben), unter dem es am 13. September 1839 offiziell  benannt wird.
Im Jahre 1846 wurde das Blankenauer Vorwerk mit 1 Feuerstelle bei 30 Einwohnern genannt, 1871 zusammen mit dem Vorwerk Wesselsbruch mit sechs Wohngebäuden, 17 Haushalten bei 102 Einwohnern.
Am 6. März 1876 wurde aus den Vorwerken Oberblankenau und Wesselsbruch des  Gutsbezirks Blankenau der Gutsbezirk Ober Blankenau gebildet, der nach 1883  zum Amtsbezirk Blankenau im Kreis Preußisch Eylau in Ostpreußen kam. 1879 erfährt man, dass das Gut mit 335 Hektar Land Friedrich Netke gehörte. Die Familie Netke blieb bis 1903 Eigentümer des Guts. 1885 war es mit Wesselsbruch 359 Hektar groß mit sechs Wohngebäuden, 22 Haushalten bei 134 Einwohnern. Im Jahre 1903 kaufte der Getreidegroßhändler Robert Meßling aus Königsberg (Preußen) das Gut. 1906 fand ein erneuter Besitzerwechsel statt, als Hans Rasmussen-Bonne (1883–1967) das Gut Ober Blankenau mit Wesselsbruch erwarb. Die Familie stammte aus Dänemark, von wo der Vater um 1872 nach Ostpreußen kam. Er besaß bald das Gut Ober Plehnen (heute polnisch Równina Górna) im Kreis Rastenburg. Von dort kam Hans Rasmussen-Bonne 1901 als Eleve auf das Gut Wackern (russisch Jelanowka) im Kreis Preußisch Eylau.
Im Jahre 1910 zählte der Gutsbezirk Ober Blankenau 62 Einwohner.
Am 30. September 1928 gab der Gutsbezirk Ober Blankenau seine Eigenständigkeit auf. Er wurde zusammen mit dem Vorwerk Wesselsbruch in die Landgemeinde Blankenau (russisch Jerschowo) eingegliedert. Das Gut Ober bLankenau mit Wesselsbruch blieb im Besitz des Hans Rasmussen-Bonne, der es nach dem Ersten Weltkrieg mit großem Erfolg bewirtschaftete. Sein Betrieb soll laut Statistik der Buchführungs-Genossenschaft von 466 Betrieben über 250 Hektar an erster Stelle in Ostpreußen gestanden haben. Letzte Besitzgröße des Guts 1945 war: 355 Hektar.
Im Jahre 1945 kam das gesamte nördliche Ostpreußen in Kriegsfolge zur Sowjetunion. 1947 wurde Ober Blankenau dem Domnowski selski Sowet (Dorfsowjet Domnowo (Domnau)) zugeordnet. Im Jahre 1950 erhielt der Ort die russische Namensform „Tscherkassowo“, wurde aber nur spärlich besiedelt und lange vor 1975 ganz verlassen. Heute gilt er als untergegangen. Seine Ortsstelle gehört jetzt zum Rajon Prawdinsk (Stadtkreis Friedland (Ostpreußen)) in der russischen Oblast Kaliningrad (Gebiet Königsberg (Preußen)).

## Religion
Bis 1945 gehörte die fast ausnahmslos evangelische Bevölkerung zum Sprengel Almenhausen im Kirchspiel Almenhausen/Abschwangen, das der Kirchenprovinz Ostpreußen der Kirche der Altpreußischen Union zugehörte.

## Verkehr
Die kaum noch erkennbare Ortsstelle von Ober Blankenau resp. Tscherkassowo ist über einen Landweg von Jerschowo (Blankenau) aus in Richtung der Ortsstelle Wesselsbruch zu erreichen.